# Medetera calvinia
Medetera calvinia är en tvåvingeart som beskrevs av Grichanov 2000. Medetera calvinia ingår i släktet Medetera och familjen styltflugor. Inga underarter finns listade i Catalogue of Life.